# Заслуженный металлург Российской Федерации
«Заслу́женный металлу́рг Росси́йской Федера́ции» — почётное звание, входящее в систему государственных наград Российской Федерации.

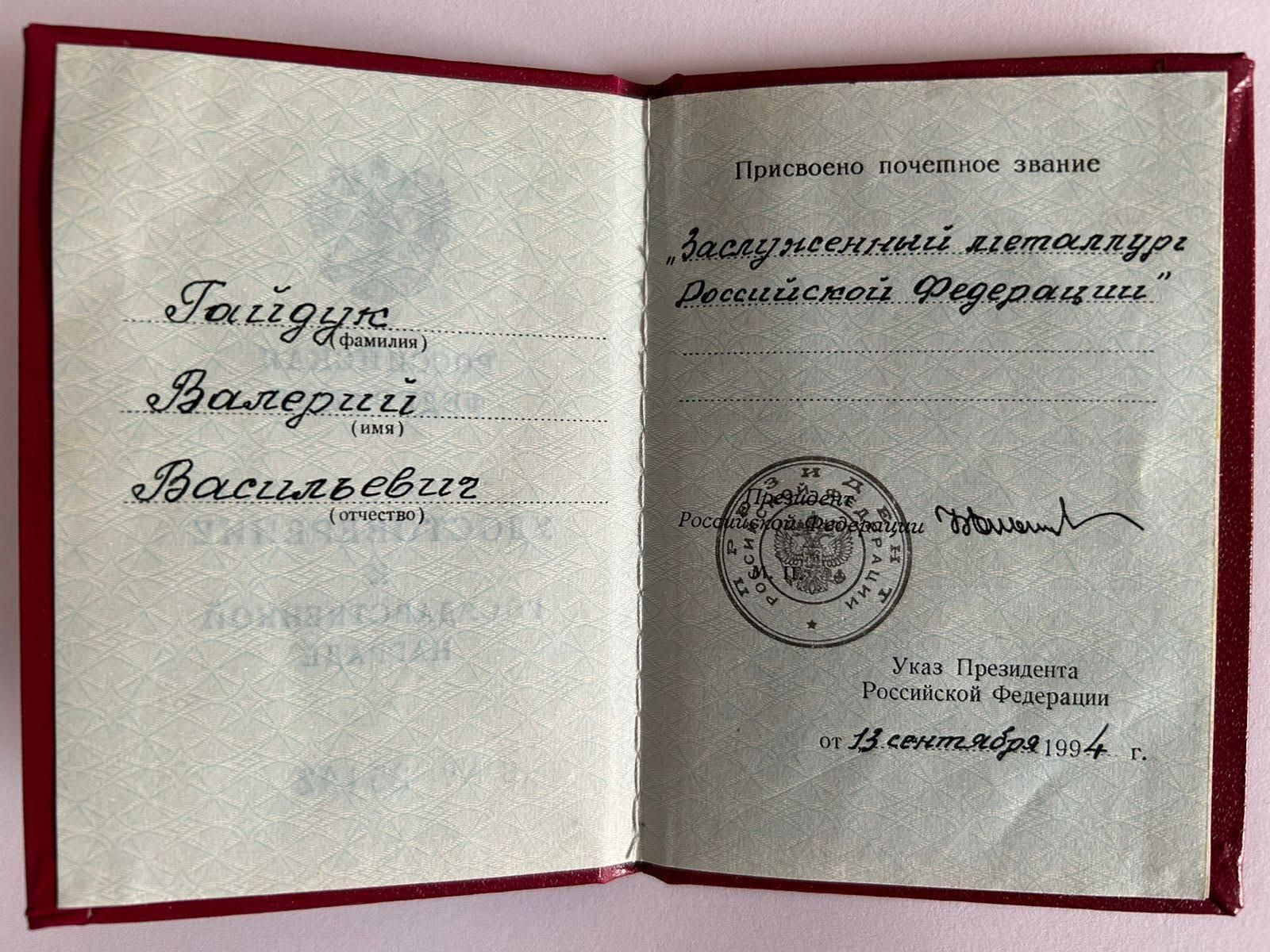
Заслуженный металлург Российской Федерации (пример удостоверения)

## Основания для присвоения
Звание «Заслуженный металлург Российской Федерации» присваивается высокопрофессиональным рабочим, мастерам, инженерно-техническим, научным и научно-педагогическим работникам организаций металлургии, в том числе научно-исследовательских, технологических и проектно-конструкторских организаций, за личные заслуги:
- в выполнении с существенным опережением графика производственных заданий;
- в осуществлении рационализаторской и инновационной деятельности, способствующей существенному улучшению качества производимой продукции и её физических свойств, а также высокоэффективному функционированию производства, с существенным понижением энергозатрат, повышением производительности труда и уровня экологичности;
- в создании на территории Российской Федерации инновационных металлургических производств, способствующих удовлетворению спроса населения и организаций различных отраслей промышленности в высококачественной современной продукции и существенному замещению её импорта;
- в подготовке квалифицированных кадров для металлургической промышленности.

Почётное звание «Заслуженный металлург Российской Федерации» присваивается, как правило, не ранее чем через 20 лет с начала осуществления профессиональной деятельности в области металлургии (работникам горячих цехов и основных металлургических агрегатов — не ранее чем через 15 лет) и при наличии у представленного к награде лица отраслевых наград (поощрений) федеральных органов государственной власти или органов государственной власти субъектов Российской Федерации.

## Порядок присвоения
Почётные звания Российской Федерации присваиваются указами Президента Российской Федерации на основании представлений, внесённых ему по результатам рассмотрения ходатайства о награждении и предложения Комиссии при Президенте Российской Федерации по государственным наградам.

## История звания
Почётное звание «Заслуженный металлург Российской Федерации» установлено Указом Президента Российской Федерации от 30 декабря 1995 года № 1341 «Об установлении почётных званий Российской Федерации, утверждении положений о почётных званиях и описания нагрудного знака к почётным званиям Российской Федерации». Тем же указом утверждено первоначальное Положение о почётном звании, в котором говорилось:
Почётное звание «Заслуженный металлург Российской Федерации» присваивается:
- высокопрофессиональным рабочим и мастерам, добившимся высоких показателей в производстве продукции, улучшении её качества, повышении производительности труда и работающим не менее 10 лет на основных металлургических агрегатах;
- высокопрофессиональным рабочим, мастерам, инженерно-техническим работникам предприятий, объединений, научно-исследовательских, проектно-конструкторских и других организаций металлургии, особо отличившимся в совершенствовании техники, технологии и организации производства, внесшим значительный вклад в достижение высоких показателей качества продукции, повышение производительности труда и эффективности производства и работающим в отрасли 15 и более лет;
- высококвалифицированным научным и научно-педагогическим работникам, внесшим значительный вклад в совершенствование техники, технологии, организации производства и труда, а также подготовку кадров для металлургической промышленности и работающим 15 и более лет на предприятиях, в объединениях, научно-исследовательских, проектно-конструкторских и других организациях, учебных заведениях.

В настоящем виде Положение о почётном звании утверждено Указом Президента Российской Федерации от 7 сентября 2010 года № 1099 «О мерах по совершенствованию государственной наградной системы Российской Федерации».

## Нагрудный знак
Нагрудный знак имеет единую для почётных званий Российской Федерации форму и изготавливается из серебра высотой 40 мм и шириной 30 мм. Он имеет форму овального венка, образуемого лавровой и дубовой ветвями. Перекрещенные внизу концы ветвей перевязаны бантом. На верхней части венка располагается Государственный герб Российской Федерации. На лицевой стороне, в центральной части, на венок наложен картуш с надписью — наименованием почётного звания.
На оборотной стороне имеется булавка для прикрепления нагрудного знака к одежде. Нагрудный знак носится на правой стороне груди.

## Переходный период
В России до принятия Указа Президента Российской Федерации от 30 декабря 1995 года № 1341 действовали правовые акты об установлении почётных званий РСФСР. После изменения наименования государства с «Российская Советская Федеративная Социалистическая Республика» на «Российская Федерация» (см. Закон РСФСР от 25 декабря 1991 года № 2094-I) в названиях всех почётных званий наименование «РСФСР» было заменено словами «Российской Федерации», таким образом, с 1992 года до 30 марта 1996 года производилось присвоение однотипного почётного звания РСФСР, существовавшего с 1975 года, с тождественным современному наименованием.